# Rua Barão de Mesquita

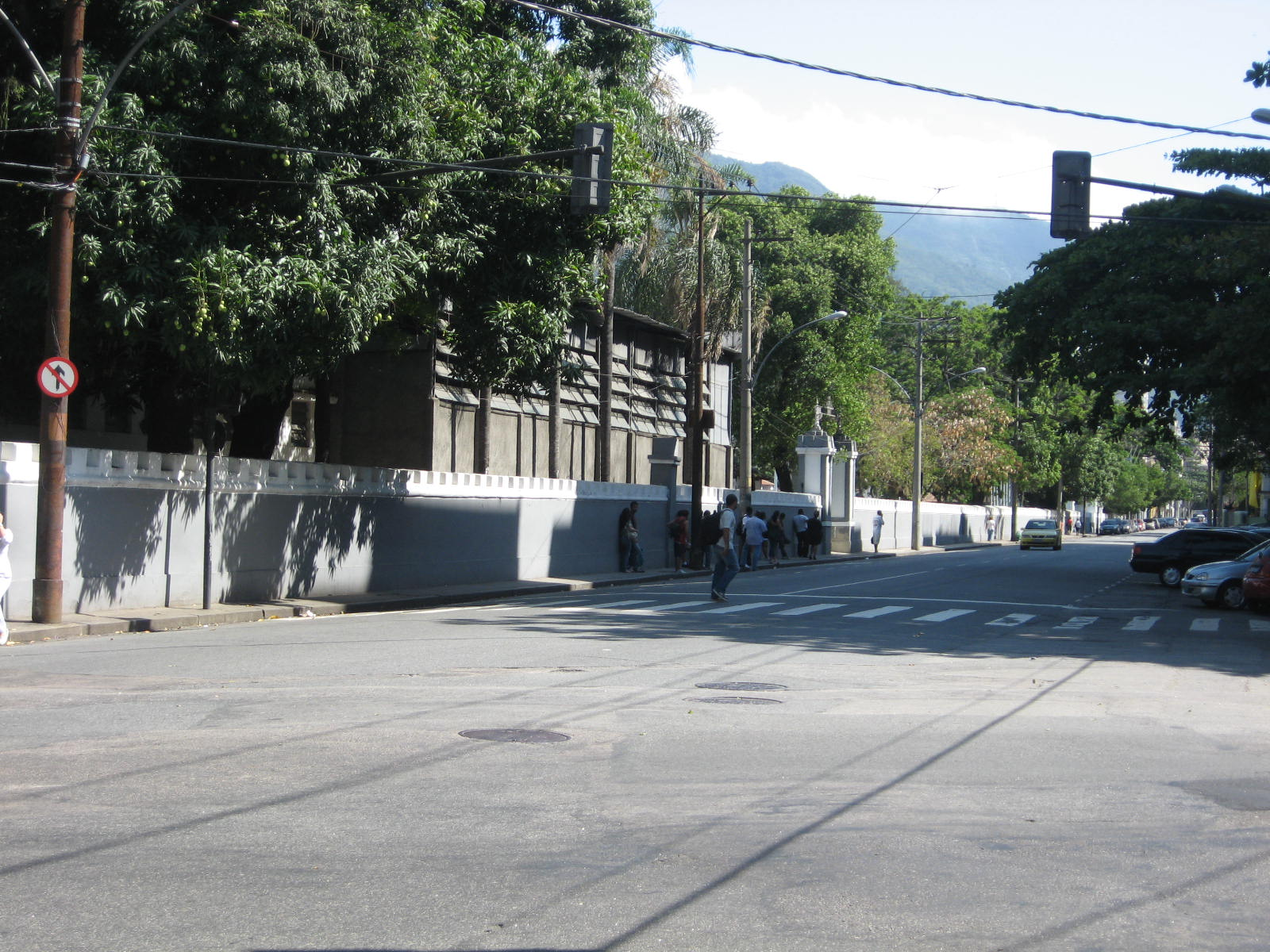
Rua Barão de Mesquita, esquina com Rua São Francisco Xavier, altura do Colégio Militar do Rio de Janeiro.

A rua Barão de Mesquita é uma importante rua da Zona Norte do Rio de Janeiro, conhecida como Grande Tijuca.

## História
Foi aberta, em 1875, com o nome de Estrada do Andarahy, viabilizando o loteamento do bairro Grajaú nas primeiras décadas do século XX e a futura ligação da Tijuca com o bairro Engenho Novo.
Até então, os atuais bairros do Grajaú e Andaraí correspondiam a um conjunto de várias propriedades rurais, muitas delas produtoras de café, formando o então denominado Andaraí Grande.
Com a construção da via, viabilizou-se o parcelamento do solo a fim de ser promovida a expansão urbana do Rio de Janeiro, edificando nessas áreas da cidade luxuosas residências.
Nessa rua, no endereço de número 425, está situado o Quartel do 1º Batalhão da Polícia do Exército, antigo DOI-CODI, local onde eram realizadas prisões, torturas e assassinatos de desaparecidos políticos, ativistas e familiares durante o período da ditadura militar. Rubens Paiva, juntamente com sua esposa, Eunice Paiva, e a filha Eliana, foi um dos que passaram por esse local.
Atualmente a rua tem início na Rua São Francisco Xavier, como prolongamento da Av. Paula Sousa, na Tijuca, e termina no cruzamento com a rua Barão do Bom Retiro, no Grajaú, tendo a sua mão invertida diversas vezes durante sua longa extensão e gerando não poucas vezes diversos congestionamentos no trânsito de veículos. Trata-se hoje de um logradouro misto, contendo residências e estabelecimentos comerciais.
O seu nome é uma homenagem a Jerônimo Roberto de Mesquita.